# اوشق

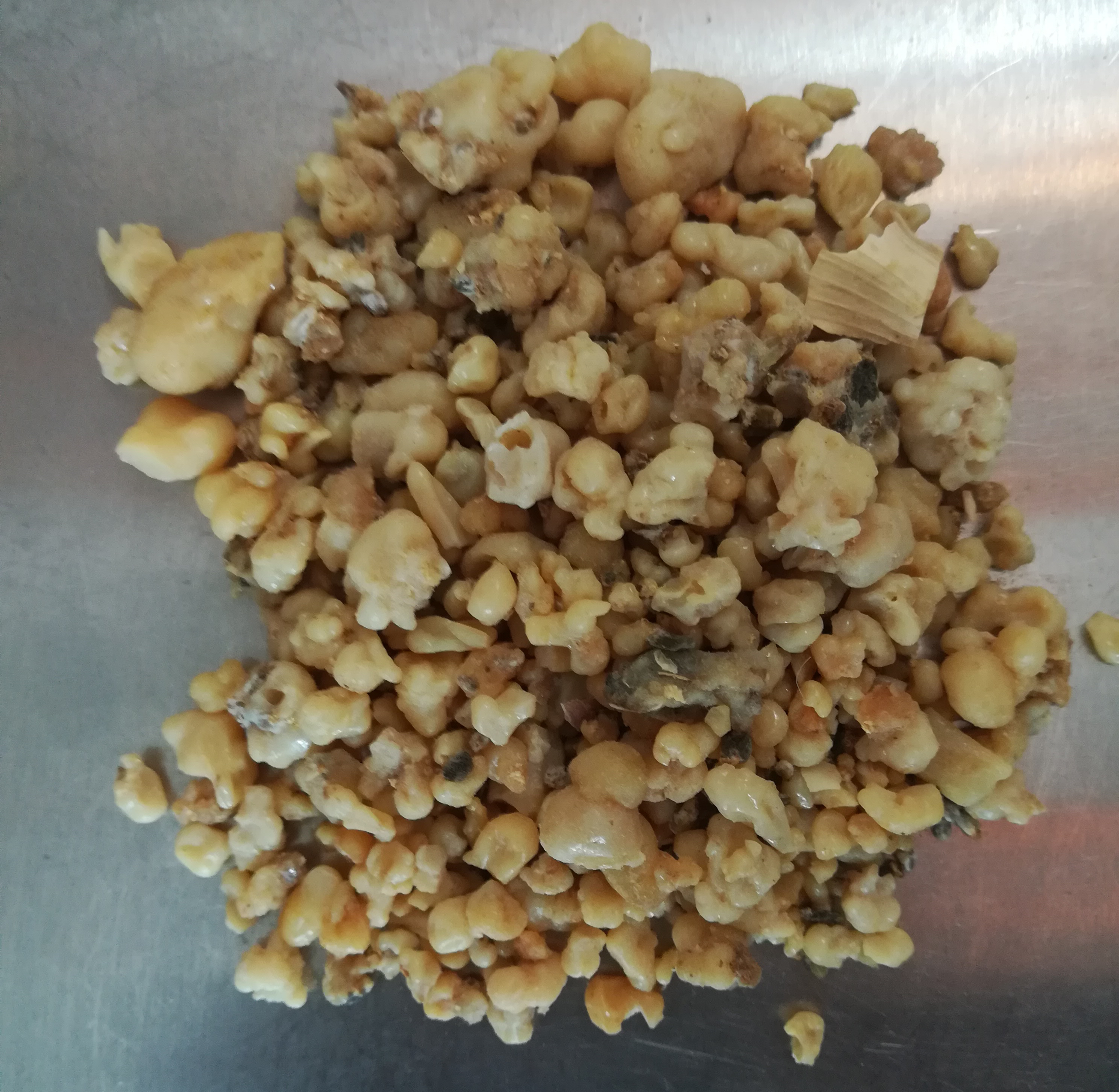
صمغ اُوشق

اوشَق (به انگلیسی: Gum ammoniac) که با نامهای اندران، اُشه، وُشَق، اوشه و وشا نیز خوانده می‌شود صمغ گیاهی از خانواده چتریان است. به عربی «لزاق الذهب» به معنی چسبنده طلایی ذکر شده است.
این صمغ از سه گونه گیاه از خانواده چتریان(Apiaceae) بدست می‌آید و هر سه گونه آن در ایران می‌رویند.

## مشخصات
گیاهی بوته ای و چند ساله است که در ایران و هند می‌روید.

## ترکیبات شیمیایی
دز صمغ رزینی آن گلوکورونیک اسید، گالاکتوز، رامنوز و یک کتون وجود دارد.

## خواص
در هندوستان از این صمغ بعنوان نرم‌کننده سینه، محرک و ضد عفونی کننده سینه استفاده می‌شود.

## واژه‌نامه
1. ↑  Glucuronic acid
2. ↑  Rhamnose
3. ↑  Ketone